# Volker Vogt
Volker Vogt (* 15. Juli 1974 in Hamburg) ist ein deutscher Arbeitsrechtler, der im Bereich des Arbeitsrechts publiziert. 

## Werdegang
Vogt studierte Rechtswissenschaften mit Wahlschwerpunkt Arbeitsrecht an der Universität Hamburg. Anschließend absolvierte er von 1999 bis 2000 ein LL.M.-Studium an der University of Bristol. Sein Referendariat absolvierte er beim Landgericht Hamburg mit Stationen in New York (UNO-Vertretung) und Alicante. Er promovierte 2002 mit summa cum laude zum Thema Betriebsübergang bei Fremdvergabe staatlicher Dienstleistungen an Private. Seit 2004 arbeitet er als Rechtsanwalt im Arbeitsrecht, zunächst von 2004 bis 2009 bei Latham & Watkins in Hamburg, München und Paris, danach von 2009 bis 2011 in einer Wirtschaftskanzlei in Hamburg. Seit 2010 ist er als Dozent für Arbeitsrecht an der Hamburg School of Business Administration (HSBA) tätig. Von 2011 bis 2013 arbeitete Vogt bei PricewaterhouseCoopers am Standort Hannover. Seit 2013 leitet Vogt den Bereich des Arbeitsrechts bei Schomerus & Partner in Hamburg. Vogt berät Mandanten im Arbeitsrecht, insbesondere bei Restrukturierungen und Outsourcing. Neben einer Anzahl an juristischen Fachveröffentlichungen ist er in der Tagespresse (Hamburger Abendblatt,) und in Blogbeiträgen vertreten. Vogt hat zwei Kinder und lebt mit seiner Familie in Hamburg.

## Veröffentlichungen (Auswahl)
- Arbeitsrecht im Konzern, Nomos, Baden-Baden, 1. Auflage 2014,  ISBN 978-3-8487-0702-7
- Betriebsübergang bei Fremdvergabe staatlicher Dienstleistungen an Private, Peter Lang, Frankfurt am Main, ISBN 3-631-39657-0
- Münchener Handbuch zum Arbeitsrecht, Mitautor, C.H. Beck, München, 5. Aufl. 2022, ISBN 978-3-406-75390-9
- Handelsgesetzbuch, Röhricht/Graf von Westphalen/Haas, Mitautor, Otto Schmidt, 6. Aufl. 2023, ISBN 978-3-504-45523-1
- AnwaltFormulare Arbeitsrecht, Mitautor, Deutscher Anwalt Verlag, 4. Aufl. 2021, ISBN 978-3-8240-1636-5
- Nomos Kommentar Gesamtes Arbeitsrecht, Mitautor, Nomos, Baden-Baden, 2. Aufl. 2023, ISBN 978-3-8487-7187-5